# Connelly Range
Connelly Range är ett berg i Kanada.   Det ligger i provinsen British Columbia, i den centrala delen av landet, 3 700 km väster om huvudstaden Ottawa. Toppen på Connelly Range är 1 626 meter över havet.
Terrängen runt Connelly Range är kuperad österut, men västerut är den bergig. Trakten runt Connelly Range är nära nog obefolkad, med mindre än två invånare per kvadratkilometer..
I omgivningarna runt Connelly Range växer i huvudsak barrskog.